# 1740

## Esdeveniments
Països Catalans
- Benidorm (Marina Baixa) - Trobada de la Verge del Sofratge.[1]
- Almenar (Segrià) - S'acaba de construir el campanar de l'església de Santa Maria d'Almenar.[2]

Resta del món
- Fuerteventura (Illes Canàries) - Atacs corsaris a Fuerteventura de 1740.

## Naixements
Països Catalans
- 2 de gener - Torà, Bisbat de Solsona: Joan Nuix, jesuïta.
- 15 de febrer - Planes, el Comtat: Joan Andrés i Morell, jesuïta, humanista, historiador i crític literari valencià de la Il·lustració (m. 1817)
- 26 d'octubre - Barcelona: Joan Antoni Desvalls, hisendat i científic català.
- 23 de desembre - Almussafes, la Ribera Baixa: Antoni Ludenya, jesuïta i matemàtic valencià.[3][4]

Resta del món
- 13 de febrer - París: Sophie Arnould, soprano dramàtica francesa, la més famosa de la seva època (m. 1802).[5]
- 2 de juny - París: Marquès de Sade, aristòcrata, escriptor i filòsof francés (m. 1814).[6]
- Exeter: Richard Eastcott, musicògraf

## Necrològiques
Països Catalans
Resta del món
- 20 d'octubre - Viena (Àustria): Carles III, rei de Catalunya-Aragó (entre 1705 i 1714) i emperador romanogermànic amb el títol de Carles VI, arxiduc d'Àustria, rei d'Hongria i de Nàpols-Sicília.